# Okręg wyborczy Horsham
Okręg wyborczy Horsham powstał w 1295 r. i wysyłał do angielskiej, a następnie brytyjskiej, Izby Gmin dwóch deputowanych. W 1832 r. liczbę mandatów przypadających na okręg zmniejszono do jednego. Okręg zlikwidowano w 1918 r., przywrócono ponownie w 1945 r. i ponownie zlikwidowano w roku 1974. W 1983 r. okręg odtworzono ponownie. Obejmuje on miasto Horsham w północnej części hrabstwa West Sussex.

## Deputowani do brytyjskiej Izby Gmin z okręgu Horsham

### Deputowani w latach 1660–1832
- 1660–1661: Thomas Middleton
- 1660–1661: Hall Ravenscroft
- 1661–1679: John Covert
- 1661–1669: Henry Chowne
- 1669–1679: Orlando Bridgeman
- 1679–1681: Anthony Eversfield
- 1679–1685: John Michell
- 1681–1701: John Machell
- 1685–1690: Anthony Eversfield
- 1690–1695: Thomas White
- 1695–1702: Henry Yates
- 1701–1701: Henry Cowper
- 1702–1707: Henry Cowper
- 1701–1705: John Wicker
- 1705–1710: Charles Eversfield
- 1707–1708: Henry Goring
- 1708–1713: John Wicker
- 1710–1715: John Middleton
- 1713–1715: Charles Eversfield
- 1715–1715: Henry Goring
- 1715–1721: Arthur Ingram, 6. wicehrabia Irvine
- 1715–1722: Arthur Ingram of Barrowby
- 1721–1741: Charles Eversfield
- 1722–1737: Henry Igram, 7. wicehrabia Irvine
- 1737–1748: Charles Ingram
- 1741–1747: Richard Mill
- 1747–1763: Charles Ingram
- 1748–1768: Lionel Pilkington
- 1763–1774: Robert Pratt
- 1768–1770: James Grenville
- 1770–1783: James Wallace
- 1774–1776: Jeremiah Dyson
- 1776–1780: Charles Moore, 6. hrabia Drogheda
- 1780–1780: George Legge, wicehrabia Lewisham
- 1780–1784: George Osborn
- 1783–1784: James Crauford
- 1784–1790: Jeremiah Crutchley
- 1784–1790: Philip Metcalfe
- 1790–1792: Timothy Shelley
- 1790–1792: Wilson Braddyll
- 1792–1796: lord William Gordon
- 1792–1793: James Baillie
- 1793–1796: William Fullarton
- 1796–1802: John Macpherson
- 1796–1802: James Fox-Lane
- 1802–1806: Edward Hilliard
- 1802–1804: Patrick Ross
- 1804–1806: James Harris, wicehrabia FitzHarris
- 1806–1807: Francis John Wilder
- 1806–1808: Love Parry Jones-Parry
- 1807–1812: Samuel Romlilly, wigowie
- 1808–1812: Henry Goulburn, torysi
- 1812–1818: Arthur Leary Piggott
- 1812–1829: Robert Hurst
- 1818–1820: George Richard Phillips
- 1820–1826: John Aubrey
- 1826–1827: Henry Fox, wigowie
- 1827–1832: Nicholas Ridley-Colborne
- 1829–1832: Henry Howard, hrabia Arundel

### Deputowani w latach 1832–1918
- 1832–1841: Robert Henry Hurst
- 1841–1844: Robert Scarlett
- 1844–1847: Robert Henry Hurst
- 1847–1848: John Jervis
- 1848–1848: William Vesey-FitzGerald
- 1848–1852: Edward Fitzalan-Howard, Partia Liberalna
- 1852–1865: William Vesey-FitzGerald
- 1865–1868: Robert Henry Hurst
- 1868–1869: John Aldridge
- 1869–1874: Robert Henry Hurst
- 1874–1875: William Robert Seymour Vesey-Fitzgerald
- 1875–1876: Robert Henry Hurst
- 1876–1880: James Clifton Brown
- 1880–1885: Henry Aubrey-Fletcher, Partia Konserwatywna
- 1885–1893: Walter Barttelot, Partia Konserwatywna
- 1893–1904: John Heywood Johnstone
- 1904–1918: Edward Turnour, 6. hrabia Winterton, Partia Konserwatywna

### Deputowani w latach 1945–1974
- 1945–1951: Edward Turnour, 6. hrabia Winterton, Partia Konserwatywna
- 1951–1964: Frederick Gough, Partia Konserwatywna
- 1964–1974: Peter Hordern, Partia Konserwatywna

### Deputowani po 1983
- 1983–1997: Peter Hordern, Partia Konserwatywna
- 1997– : Francis Maude, Partia Konserwatywna